# Stenosemus robustus
Stenosemus robustus is een keverslakkensoort uit de familie van de Ischnochitonidae. De wetenschappelijke naam van de soort werd in 1991 voor het eerst geldig gepubliceerd door Pieter Kaas.